# Yamaha RD 50

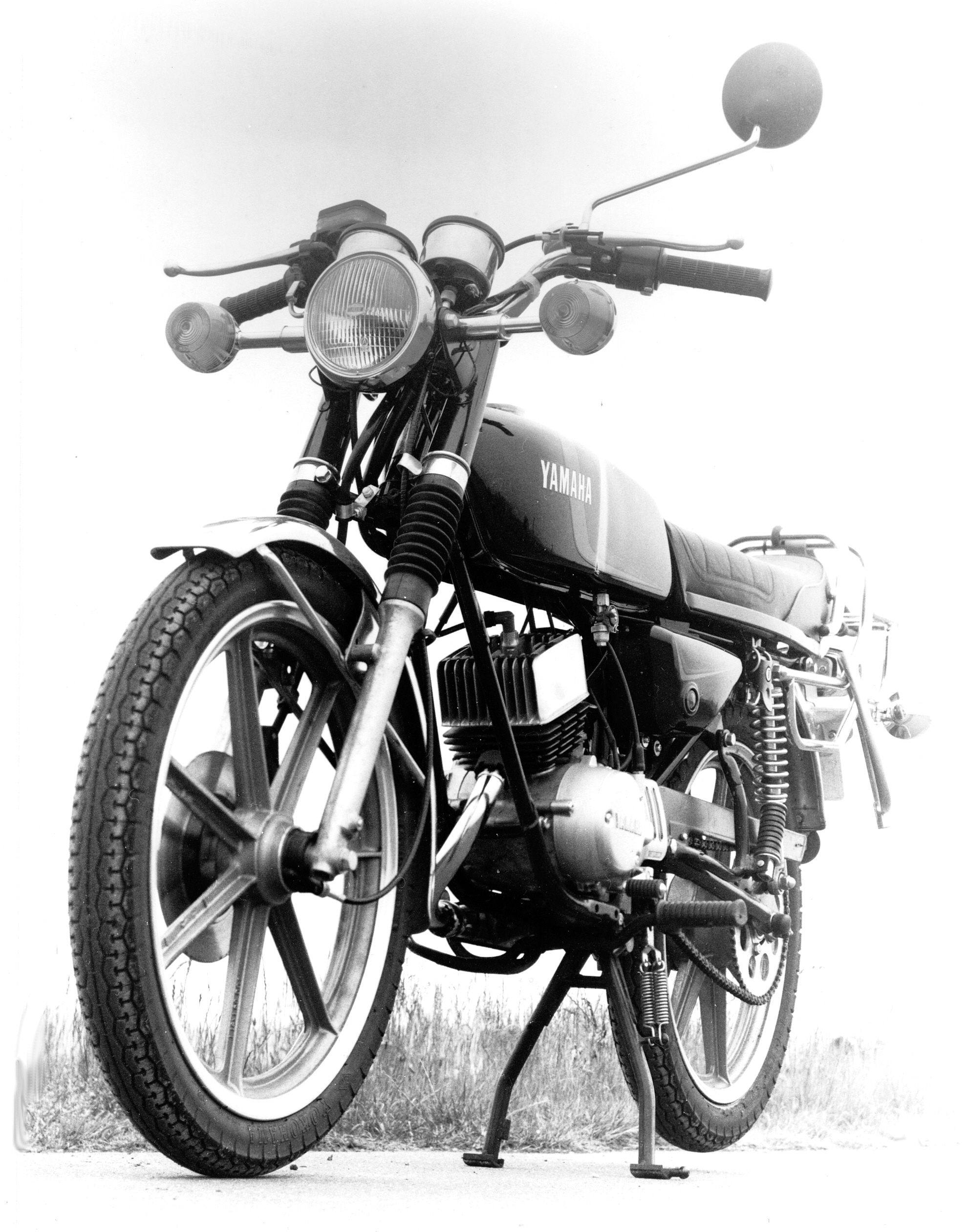
Yamaha RD 50 M von 1980

Die Yamaha RD 50 ist ein Kleinkraftrad, das von 1974 bis 1984 von der Yamaha Motor Co., LTD (Japan) hergestellt wurde.
Sie wurde in drei Versionen angeboten:
| Bezeichnung           | Yamaha RD 50 (DX) | Yamaha RD 50 M | Yamaha RD 50 MX |
| --------------------- | --- | --- | --- |
| Typenbezeichnung      | 353 | 2E0 | 13M |
| Baujahr               | 1974–1979 | 1977–1982 | 1981–1984 |
| Art                   | Kleinkraftrad | Mokick | Mokick |
| Motor                 | luftgekühlter Einzylinder-Zweitaktmotor, Umkehrspülung, Leichtmetallzylinder mit Leichtmetallkopf, Membransteuerung, Frischölschmierung mit Pumpe | luftgekühlter Einzylinder-Zweitaktmotor, Umkehrspülung, Graugußzylinder mit Leichtmetallkopf, Membransteuerung, Frischölschmierung mit Pumpe (Zylinderkennungen: 49cc-A, 49cc-B, 2L4)                            | luftgekühlter Einzylinder-Zweitaktmotor, Umkehrspülung, Graugußzylinder mit Leichtmetallkopf, Membransteuerung, Frischölschmierung mit Pumpe (Zylinderkennung: 2L4) |
| Leistung              | 4,5 kW (6,25 PS) bei 8.500/min | 2 kW (3 PS) bei 5.000/min | 2,2 kW (3,1 PS) bei 5.100/min |
| Sekundärübersetzung   | 13:42 | 11:51, mit Gutachten 13:52 (18") | 12:48 |
| Vergaser              | Mikuni VM19 später VM20 | Teikei Y 14 P | Teikei Y 12 P |
| Schaltung             | Fußgeschaltetes Fünfganggetriebe, Klauenschaltung, Kickstarter                                                                                    | Fußgeschaltetes Fünfganggetriebe, Klauenschaltung, Kickstarter | Fußgeschaltetes Vierganggetriebe, Klauenschaltung, Kickstarter |
| Höchstgeschwindigkeit | 85 km/h | 40 km/h, mit Gutachten 50 km/h | 40 km/h |
| Farben                | rot, grün, grau, blau jeweils mit Speichenrädern in 17 Zoll                                                                                       | weiß(1979-80), schwarz(1979-82), rot(1978, 1980-82), blau(1977-78), grau(1977-78) in Kombination mit goldfarbenen oder roten Gussrädern, Modelljahre 1977-78 und teils 1979 mit Speichenrädern in 17 und 18 Zoll | weiß, schwarz, blau in Kombination mit goldfarbenen Gussrädern |
| Besonderheiten        | in Deutschland heute äußerst selten, geringe Verkaufszahlen                                                                                       | Wurde in drei verschiedenen Lackierversionen vertrieben (1977-78, 1978-79, 1980-82), Rahmen wie bei der RD50(DX), jedoch andere elektrische Ausstattung sowie modifizierter Motor und Auspuff                    | Mono-Cross Radaufhängung (De Carbon) hinten, fast Baugleich mit Yamaha RD 80 MX                                                                                     |

In einem Vergleichstest der Zeitschrift "Das Motorrad" vom Juli 1978 stand zu lesen: „Hinter Zündapp, Kreidler, KTM und Fantic belegte die RD 50 punktgleich mit Puch M 50 und Hercules K 50 RL Rang 5, dahinter die Suzuki GT 50.“ Es wurden die durchschlagende Hinterradfederung und früh aufsetzende Fußrasten kritisiert, ebenso der zu kleine Aktionsradius (Tank 8,5 Liter, Verbrauch ca. 4 Liter).